# Estación de Cherta
Cherta fue una estación ferroviaria situada en el municipio español de Cherta, en la provincia de Tarragona. Formaba parte del ferrocarril del Val de Zafán, que estuvo operativo entre 1942 y 1973. En la actualidad el edificio está protegido bajo la figura de Bien Cultural de Interés Local.

## Historia
Los proyectos para la construcción del llamado ferrocarril del Val de Zafán datan del siglo XIX, si bien las obras de la sección comprendida entre Alcañiz y Tortosa no se pusieron en marcha hasta la década de 1920, bajo la dictadura de Primo de Rivera. El tramo Bot-Tortosa fue completado en septiembre de 1941, entrando en servicio toda la línea al año siguiente. Para entonces la estación de Cherta, al igual que la línea férrea, había pasado a manos de la recién creada RENFE.
En 1973 la línea fue clausurada al tráfico por RENFE, siendo levantadas las vías en 1995. Años después el entorno de la estación fue rehabilitado e incorporado al trazado de la vía verde del Bajo Ebro. El antiguo edificio de viajeros se convirtió en un Centro de Interpretación, con funciones museísticas y también como espacio para impartir cursos y charlas.

## Características
La estación contaba con un edificio de viajeros, un muelle de carga y una playa de cuatro vías.
El edificio de viajeros consta de planta baja y un piso superior. La fachada principal, que termina con un frontón mixtilíneo, tiene un porche que servía para acceder a la entrada principal y que se convierte en terraza por el primer piso. El primer piso tiene unos balcones, algunos de ellos con goterón como elemento decorativo.